# Крохалевка (присілок)
Крохалевка (рос. Крохалёвка) — присілок у Коченевському районі Новосибірської області Російської Федерації.
Входить до складу муніципального утворення Прокудська сільрада. Населення становить 254 особи (2010).

## Історія
Згідно із законом від 2 червня 2004 року органом місцевого самоврядування є Прокудська сільрада.

## Населення
| 1926 | 2002 | 2007 | 2010 |
| ---- | ---- | ---- | ---- |
| 1205 | ↘252 | ↗280 | ↘254 |